# 71-ша стрілецька дивізія (СРСР)
71-ша Торунська Червонопрапорна стрілецька дивізія — стрілецька дивізія, загальновійськове з'єднання Збройних Сил СРСР в 1940-1945 роках.

## Історія
На початку 1930-х років. в Сибірському військовому окрузі (СибВО) (Західносибірський край) формується «71-ша стрілецька дивізія імені Кузбаського пролетаріату», що складалася з Юргинського, Кемеровського та Новосибірського стрілецьких полків швидкого дивізійного розгортання. В 1938 ці полки були розгорнуті в три нові стрілецькі дивізії Сибірського військового округу РСЧА і навесні 1941 було прийнято рішення про їх виведення на літні табори до старого Західного кордону СРСР (Білорусія). Процес скасування 71-ї стрілецької дивізії імені Кузбаського пролетаріату СибВО тривав з 1938 по 1941 рік, в основному скасування відбулося навесні 1940 року.
Нова 71-а стрілецька дивізія РСЧА була сформована до 10 червня 1940 року в Петрозаводську (Ленінградський військовий округ) на підставі директиви Наркому оборони № 0/2 /104204 від 07.05.1940 на базі військ 1-го фінського гірськострілецького корпусу Фінської народної армії ФДР, комплектувалася карелами, вепсами і фінами.
На 22.06.1941 з'єднання входило до складу 7-ї армії, штаб дивізії з травня 1941 року знаходився в Соанлахті. Частини дивізії займали смугу оборони протяжністю близько 100 км на ділянці від селища Куолісмаа до селища Вяртсиля. 10.07-25.10.1941 дивізія брала участь в оборонній операції 7-ї армії в Карелії, діючи проти військ фінської Карельської армії (у складі якої діяла також німецька 163-тя німецька піхотна дивізія). Дивізія прийняла удар переважаючих сил Карельської армії і була змушена відступити. При цьому 367-й стрілецький полк, відрізаний від головних сил дивізії, був переданий до складу 168-ї стрілецької дивізії (також від головних сил дивізії був відрізаний і штаб з'єднання, і він був вимушений повертатися до дивізії кружним шляхом через Ленінград). Замість 367-го стрілецького полку в дивізію включено 131-й стрілецький полк, сформований 27 липня з однойменного запасного стрілецького полку.
У літніх боях 1941 року особливо відзначився 126-й стрілецький полк дивізії (командир — майор В. Г. Валлі), що діяв на правому фланзі 71-ї стрілецької дивізії в значної ізоляції від її основних сил і протистояв фінській кавалерійській бригаді.
Під ударами переважаючих сил противника 71-а стрілецька дивізія поступово відходила Схід. Після втрати Петрозаводську директивою Ставки ВГК № 002952 від 13.10.1941 з'єднання було виділено з 7-ї армії і включено до складу новоствореної Медвеж'єгорської ОГ Карельського фронту з 10.03.1942 - 32-га армія). Всього з початку війни до 25.10.1941 дивізія втратила 9780 осіб, у тому числі безповоротно - 4703. Втрати дивізії за листопад 1941 року склали 3459 осіб (1663 безповоротно), за грудень - 1709 осіб.
Дивізія брала участь у невдалій Медвеж'єгорській наступальній операції Медвеж'єгорській наступальній операції 03-10.01.1942. Надалі займала позиційну оборону. Втрати дивізії за 1942 рік (до вибуття з Карельського фронту) склали:
| Місяць   | Всього втрат | Серед іншого безповоротні |
| -------- | ------------ | ------------------------- |
| січень   | 1256         | 270                       |
| лютий    | 635          | 256                       |
| березень | 255          | 18                        |
| квітень  | 222          | 18                        |
| травень  | 156          | 11                        |
| червень  | 125          | 10                        |
| липень   | 120          | 3                         |
| серпень  | 71           | 5                         |
| вересень | 108          | 6                         |

У жовтні 1942 року 71-ша дивізія перекинута на Волховський фронт (директива Ставка ВГК Ставки ВГК № 994224 від 05.10.1942) з дислокацією в Волхові з завданням «у випадку наступу супротивника використовувати залежно від обстановки у західному або південно-західному напрямках на Кіріші» (з дозволу Ставки). До грудня 1942 року дивізія перебувала у фронтовому резерві. У складі 2-ї ударної армії Волховського фронту брала участь в наступної операції «Іскра») (14-30.01.1943). У лютому-березні 1943 року з іншими силами армії передавалася до складу Ленінградського фронту. 30.04.1943 виведено в Резерв Ставки ВГК і направлена в 27-му армію, яка в 26.04.1943 передана в Степовий ВО (Директива Ставки ВГК № 46123 від 25.04.1943).
Знову у складі дієвої армії — з 09.07.1943 (з перетворенням Степового військового округу на фронт). У складі Воронезького фронту 71-ша дивізія брала участь у Білгородсько-Харківській наступальній операції (наступальна фаза Курської битви), 03-23.08. — у наступі Червоної Армії на Лівобережну Україні та форсуванні Дніпра, в тому числі в Чернігівсько-Полтавської операції (26.08—30.09.1943), Лютезькій операції (01.10—02.11.1943) та Київській наступальній (03—13.11.1943) та оборонній (13.11—22.12.1943) операціях.
Після закінчення Битви за Дніпро дивізія продовжує діяти у складі 1-го Українського фронту, беручи участь у Дніпровсько-Карпатської операції , у тому числі в Житомирсько-Бердичівській (24.12.1943—14.01.1944), Проскурівсько-Чернівецькій наступальних операціях. Далі дивізія бере участь у Львівсько-Сандомирській наступальній операції (13.07—29.08.1944), причому частини дивізії брали участь у захопленні і розширенні Сандомирського плацдарму. 07.09.1944 дивізія виводиться в Резерв Ставки ВГК.
01.10.1944 71-ша дивізія знову надійшла до діючої армії і увійшла до складу 1-го Білоруського фронту.
Надалі до кінця війни дивізія брала участь у бойових діях в Північній Польщі. Спочатку 71-а стрілецька дивізія бере участь у боях з розширення Сероцького плацдарму на річці Нарва, що тривали до 02.11.1944. З грудня 1944 року дивізія передається до складу 2-го Білоруського фронту.
З 14.01.1945 дивізія бере участь у Східно-Прусській наступальній операції, ведучи наступ з Сероцького плацдарму (Млавсько-Ельбінзька операція, 14-26.01.1945). Пізніше дивізія була задіяна в Східно-Померанській наступальній операції (10.02-04.04.1945). Підчас цієї операції дивізія брала участь у звільненні міст Модлин (18.01.1945), Торунь (01.02.1945), Хойниці (15.02.1945), Данциг (30.03.1945). За відмінність при звільненні Торуні дивізії надано почесне найменування «Торуньська».
У рамках Берлінської операції дивізія була залучна в Штеттинсько-Ростокській наступальній операції 2-го Білоруського фронту (16.04—08.05.1945 ).
71-ша стрілецька дивізія була розформована директивою Ставки ВГК № 11095 від 29.05.1945.

## Нагороди
- 5 квітня 1945 року — Почесне найменування «Торунська» — присвоєно наказом Верховного Головнокомандувача № 059 від 5 квітня 1945 року за відмінність у боях за захоплення міста Торунь.
- 4 червня 1945 року — Орден Червоного Прапора — нагороджено указом Президії Верховної Ради СРСР від 4 червня 1945 року за зразкове виконання завдань командування при захопленні міст Пренцлау, Ангермюнде і виявлені при цьому доблесть і мужність.

Нагороди частин дивізії:
- 126-й стрілецький орденів Суворова і Кутузова полк
- 367-й стрілецький Сандомирський Червонопрапорний полк
- 131-й стрілецький Гданський Червонопрапорний полк
- 237-й артилерійський орденів Кутузова та Богдана Хмельницького (II ступеня) полк
- 133-й окремий самохідний артилерійський Гдинський ордена Суворова дивізіон

## Підпорядкування
- Ленінградський військовий округ — з 07.05.1940 по 18.09.1940
- 7-ма армія, Ленінградський військовий округ — з 18.09.1940 по 24.06.1941
- 7-ма армія, Північний фронт — з 24.06.1941 по 23.08.1941 року
- 7-ма армія, Карельський фронт — з 23.08.1941 по 25.09.1941 року
- 7-ма армія — з 25.09.1941 по 13.10.1941 року
- Медвеж'єгорська ОГ, Карельський фронт — з 13.10.1941 по 10.03.1942
- 32-га армія, Карельський фронт — з 10.03.1942 по жовтень 1942 року
- Волховський фронт - з жовтня по грудень 1942
- 2-га ударна армія, Волховський фронт — з грудня 1942 по лютий 1943 року
- 2-га ударна армія, Ленінградський фронт - з лютого по березень 1943 року
- 2-га ударна армія, Волховський фронт — з березня по 30.04.1943 року
- 27-ма армія, Степовий ВО — з 30.04 по 09.07.1943 року
- 27-ма армія, Степовий фронт — у липні 1943 року
- 27-ма армія, Воронезький фронт — з липня по вересень 1943 року
- 50-й стрілецький корпус, 38-ма армія, Воронезький фронт — з вересня по жовтень 1943 року
- 21-й стрілецький корпус, 38-ма армія, 1-й Український фронт — з жовтня до грудня 1943 року
- 22-й стрілецький корпус, 18-та армія, 1-й Український фронт — з грудня 1943 по березень 1944 року
- 24-й стрілецький корпус, 13-та армія, 1-й Український фронт — з березня по 07.09.1944 року
- 47-й стрілецький корпус, 6-та армія, Резерв Ставки ВГК — з 07.09 .1944 до 01.10.1944 року
- 47-й стрілецький корпус, 65-та армія, 1-й Білоруський фронт — з 01.10 по грудень 1944 року
- 47-й стрілецький корпус, 70-та армія, 2-й Білоруський фронт — з грудня 1944 року

## Склад
- 52-й стрілецький полк (до 27.09.1941)
- 126-й стрілецький полк
- 367-й стрілецький полк
- 131-й стрілецький полк (з 27.07.1941)
- 20-й стрілецький полк (з 25.12.1941 по 01.03.1942)
- 230-й артилерійський полк (до 07.1941)
- 237-й (гаубичний) артилерійський полк
- 133-й окремий самохідний артилерійський дивізіон
- 367-й мінометний дивізіон (з 29.11.1941 по 19.10.1942)
- 74-та окрема розвідувальна рота
- 128-й окремий саперний батальйон
- 126-й окремий батальйон зв'язку (628-а окрема рота зв'язку)
- 69-й окремий медико-санітарний батальйон
- 17-та окрема рота хімічного захисту
- 193-та автотранспортна рота (19-й автотранспортний батальйон)
- 166-та польова хлібопекарня (29-й польовий автохлібозавод)
- 256-й дивізійний ветеринарний лазарет
- 193-та польова артилерійська ремонтна майстерня
- 234-та польова поштова станція
- 193-та польова каса Державного банку

## Командири дивізії
- Анттіла Аксель Мойсеевич, генерал-майор (10.06.1940-02.01.1941);
- |Федоров Василь Миколайович, полковник (02.01.1941-23.08.1941);
- Пепеляєв Михайло Федосійович, полковник (25.08.1941—02.01.1942) (помер 03.01.1943 від хвороби);
- Федоров Василь Миколайович, полковник (03.01.1942-05.01.1943);
- Замировський Никифор Матвійович, генерал-майор (06.01.1943-21.11.1943);
- Бєляєв Микола Захарович, полковник (22.11.1943-04.07.1944);
- Трунін Василь Федорович, полковник (05.07.1944-28.07.1944);
- Бєляєв Микола Захарович, полковник (06.08.1944—??..07.1945).

## Пам'ять
Ім'ям дивізії в Петрозаводську (Росія) названо сквер та встановлена меморіальна дошка..